# Erebia magdalena
Erebia magdalena är en fjärilsart som beskrevs av Kryzywicki 1963. Erebia magdalena ingår i släktet Erebia och familjen praktfjärilar. Inga underarter finns listade i Catalogue of Life.